# Johann Friedrich Oesfeld
Johann Friedrich Oesfeld (* 9. April 1709 in Brandenburg; † 28. Februar 1746 in Brandenburg) war ein deutscher lutherischer Pfarrer.

## Leben
Johann Friedrich Oesfeld besuchte das von dem Rektor Caspar Gottschling geleitete Lyzeum von Brandenburg und studierte anschließend Theologie an der Universität Jena bei Johann Georg Walch und an der Universität Halle (Saale). Ab 1734 war er Prediger beim Kadettenkorps in Berlin und wurde 1735 vierter Diakon an der St. Nikolaikirche in Berlin. 1736 berief ihn König Friedrich Wilhelm I. als Feld- und Hofprediger nach Potsdam, wo er auch Inspektor des Großen Militärwaisenhauses wurde. Als Feldprediger im Königsregiment stand er beim König in hoher Gunst. Auf dessen Befehl wurden zahlreiche seiner Predigten gedruckt.

## Familie
Johann Friedrich Oesfeld heiratete 1735 Johanna Sophia Thering (um 1717–1792). Die Söhne Friedrich Wilhelm und Carl Ludwig wurden beide im Jahr 1786 geadelt, Friedrich Wilhelm als Geheimer Kriegsrat und Carl Ludwig als bedeutender Topograf und Kartograf. Der Archidiakon Gotthelf Oesfeld (1694–1768) war ein Bruder von Johann Ludwig. Dessen Sohn war der Pfarrer und Chronist Gotthelf Friedrich Oesfeld.